# 米耶兰
米耶兰（法語：Miellin，法語發音：[mjɛlɛ̃]）是法国上索恩省的一个旧市镇，属于吕尔区。2017年1月1日，米耶兰与市镇塞尔旺斯合并为新市镇塞尔旺斯-米耶兰。

## 地理
米耶兰（47°48'36"N, 6°44'19"E）面积13.36 平方千米，位于法国勃艮第-弗朗什-孔泰大區上索恩省，该省份为法国东部内陆省份，北起顺时针与孚日省、贝尔福地区省、杜省、汝拉省、科多尔省和上马恩省接壤。
与米耶兰接壤的市镇（或旧市镇、城区）包括：欧迪泰姆-朗贝尔堡、贝尔法伊、普朗谢莱米讷、塞尔旺斯。
米耶兰的时区为UTC+01:00、UTC+02:00（夏令时）。

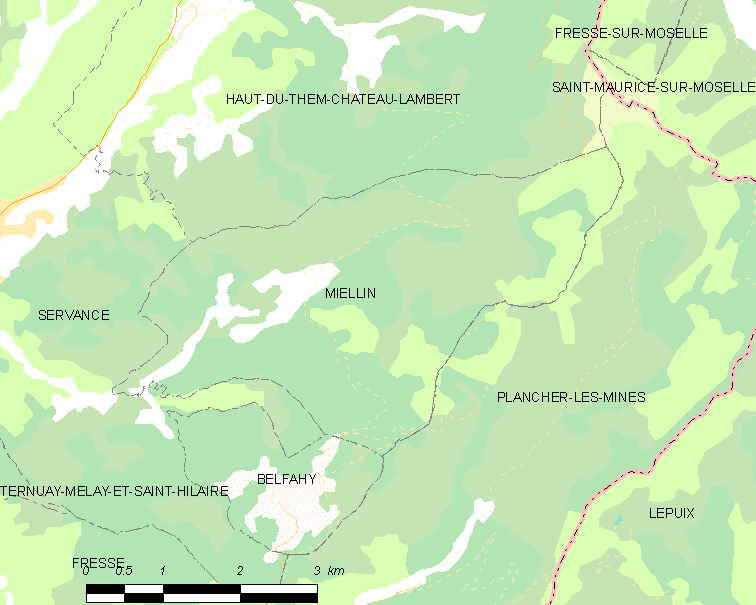
米耶兰的OSM定位图

## 行政
米耶兰的邮政编码为70440，INSEE市镇编码为70345。

## 政治
米耶兰所属的省级选区为梅利塞县。

## 人口

1962-2008年间米耶兰人口变化图示

米耶兰于2018年1月1日时的人口数量为65人。